# Portada/article març 9

## Andorra
Andorra, oficialment Principat d'Andorra, és un estat independent de l'Europa sud-occidental, als Pirineus entre Espanya i França. Limita amb la comunitat autònoma de Catalunya al sud i est, i amb els departaments francesos dels Pirineus Orientals i de l'Arieja al nord. Andorra és un dels estats més petits del món amb només 468 km², és un dels sis microestats del continent, dels quals és el més gran i el segon més populós, amb una població de 84.082 habitants.
Fins al 1993, durant 715 anys, Andorra ha estat governada per dos senyors feudals, el bisbe d'Urgell i els hereus del títol del comtat de Foix. Està constituït com un estat social i democràtic de dret, el règim polític del qual és el coprincipat parlamentari. El català n'és l'únic idioma oficial.